# Paachiqui
Los Paachiqui fue una pequeña tribu probablemente coahuilteca que se localizaba entre el río Bravo y el extremo sur de la Meseta de Edwards en Texas, actualmente en los Estados Unidos. Su existencia fue mencionada en 1690 en una lista de tribus que habitaban entre Coahuila y Texas, junto con los Alazapas, Tecahuistes, Parchaques, Mescales, Yoricas, Chomenes, Sonaque, Sonayau, Apis, Pastalve, Paac, entre otros.
De forma similar en 1691 fueron vistos en las inmediaciones del río Frío, junto con otras 12 tribus.